# Šinkansen

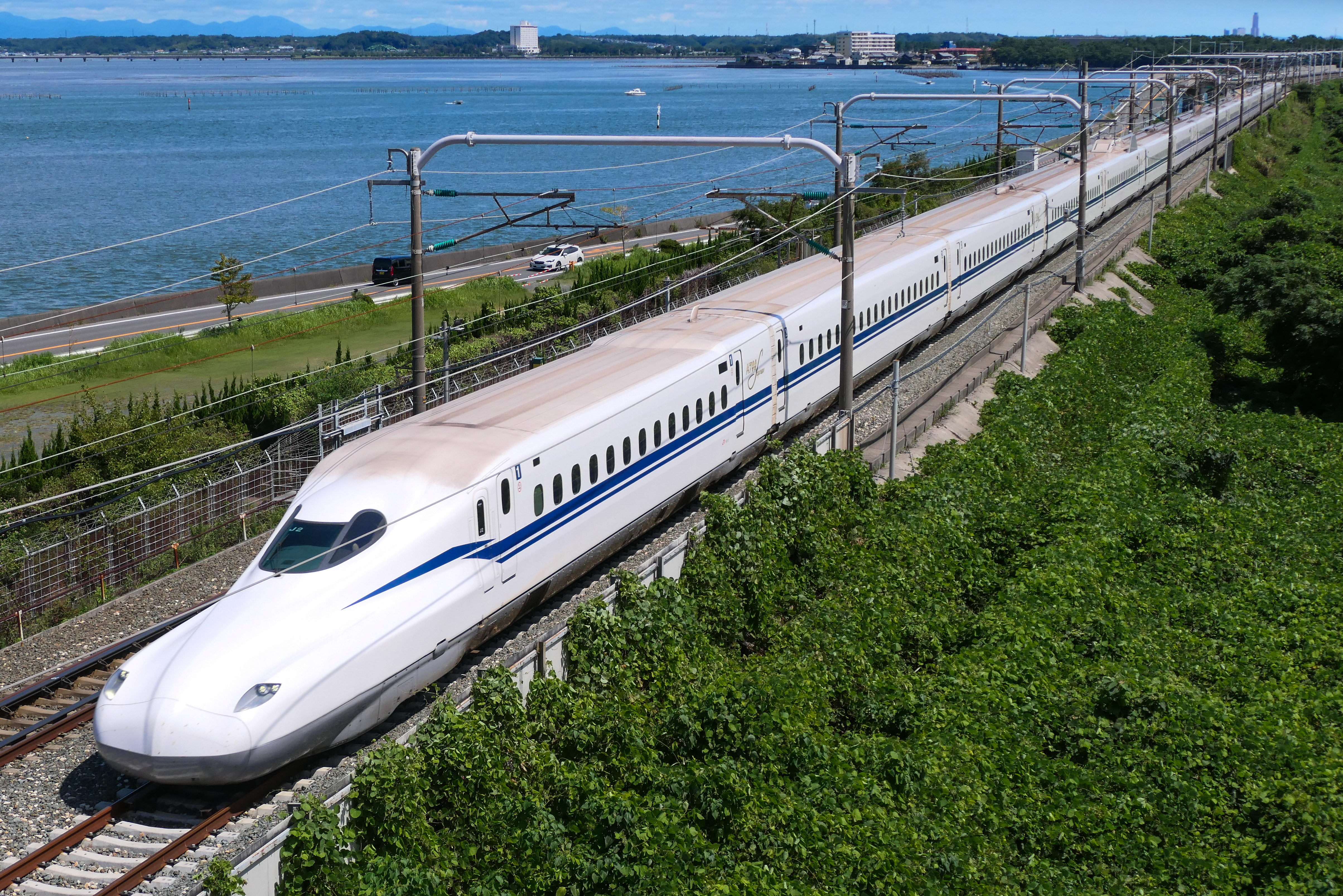
Šinkansen série N700S

Šinkansen (japonsky: 新幹線) je síť vysokorychlostních železnic na území Japonska. V současné době se skládá z osmi tratí a obsluhuje většinu významných japonských velkoměst na ostrovech Honšú a Kjúšú. Nejvyšší dosahovaná provozní rychlost je 320 km/h, na trati Tóhoku.
Tunel Seikan hostí tunelové propojení na ostrov Hokkaidó, plánuje se i spojení s ostrovem Šikoku.

## Název
Název šinkansen v doslovném překladu znamená „nová páteřní trať“. V anglofonních zemích se lze často setkat s označením bullet train, které vzniklo překladem japonského kódového názvu dangan rešša (弾丸列車). Formálně se pojem šinkansen vztahuje výlučně na vysokorychlostní tratě, v praxi ale označuje i vlaky, které po nich jezdí.

## Historie

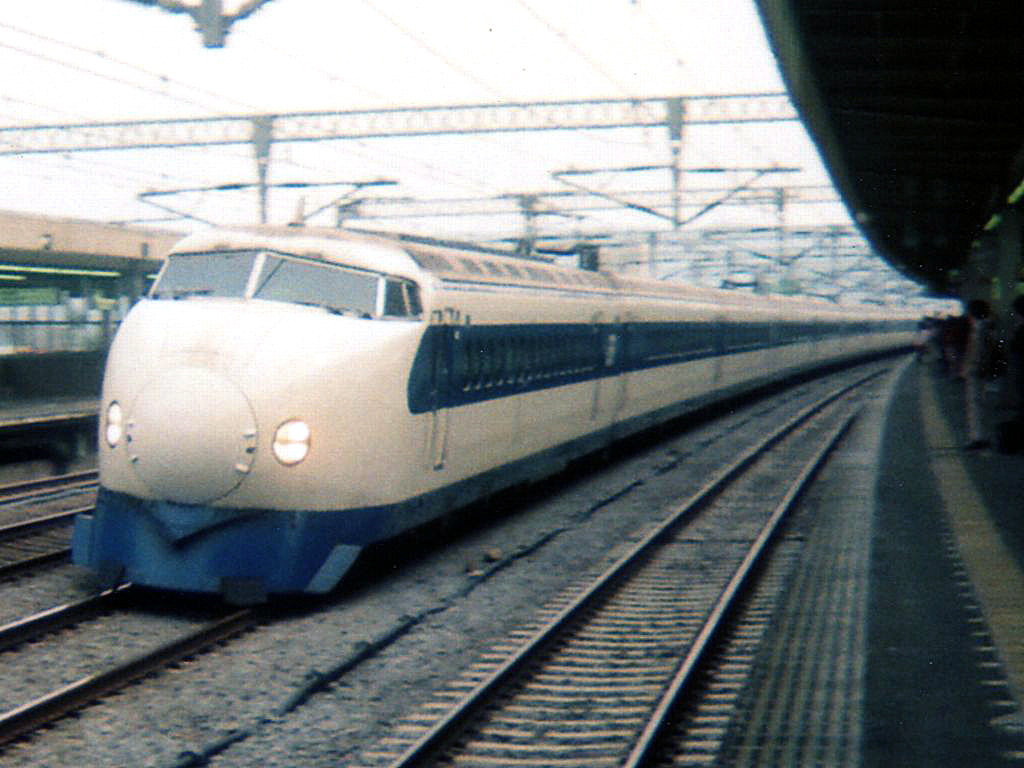
Šinkansen série 0

Japonsko bylo první zemí na světě, která vybudovala železnici určenou výlučně pro rychlou osobní dopravu. Byl to důsledek stavu japonské železniční sítě po skončení druhé světové války, kdy tamní úzkorozchodné tratě svojí kapacitou nedostačovaly stoupající poptávce.
Původní plány ze 40. let 20. století počítaly s úplnou přestavbou části státem vlastněných tratí na normální rozchod kolejí, ale kvůli finanční náročnosti k tomu nedošlo. Namísto toho v 50. letech vznikl projekt na vybudování separátních tratí pro rychlou osobní dopravu „tramvajového charakteru“. Jeho výsledkem byla vysokorychlostní spojnice dvou největších japonských velkoměst – Tokia a Ósaky, která byla pro veřejnost otevřena 1. října 1964 pod názvem Tókaidó-šinkansen, 10 dní před začátkem letní olympiády v Tokiu. Maximální rychlost na trati byla 210 km/h. Tato trať byla okamžitým úspěchem, již tři roky po zahájení provozu bylo přepraveno 100 milionů cestujících.
Stavba téměř okamžitě pokračovala rozšiřováním tratě Tókaidó dále na západ, a v roce 1975 dosáhla trať (nyní pod názvem Sanjó-šinkansen) své současné konečné ve městě Fukuoka na ostrově Kjúšú. Následovaly dvě tratě z Tokia severním směrem – Džóecu do Niigaty a Tóhoku do Morioky, dokončené v roce 1982. Zpočátku vlaky na těchto dvou tratích odjížděly z tokijského severního předměstí Ómija, z tokijského hlavního nádraží jezdí až od roku 1991.
Následovaly přestavby dvou existujících tratí a vznikly tak Jamagata-šinkansen (1992) a Akita-šinkansen (1997), pojmenované podle tehdejších konečných stanic. V roce 1997 byla také při příležitosti zimní olympiády v Naganu postavena odbočka trati Džóecu z Takasaki do Nagana, která byla roku 2015 prodloužena až do Kanazawy, ležící na severním pobřeží a při té příležitosti přejmenována na Hokuriku-šinkansen. Linka Tóhoku-šinkansen byla roku 2002 na severním konci prodloužena do Hačinohe a roku 2010 až do Aomori, kde se na ni roku 2016 napojila linka Hokkaidó-šinkansen, spojující v první etapě Aomori a Hakodate.
Jižní část linky Kjúšú-šinkansen, spojující Kagošimu a Jacuširo, byla otevřena roku 2004, roku 2011 pak trať dosáhla až do Fukuoky a propojila se se Sanjó-šinkansenem.
V roce 2014 začala výstavba Čúó-šinkansenu, druhé vysokorychlostní spojnice Tokia, Nagoje a Ósaky. Trať bude využívat technologie maglev, provozní rychlost má činit 505 km/h. Provoz na prvním úseku mezi Tokiem a Nagojou by měl být zahájen v roce 2029.

## Tratě

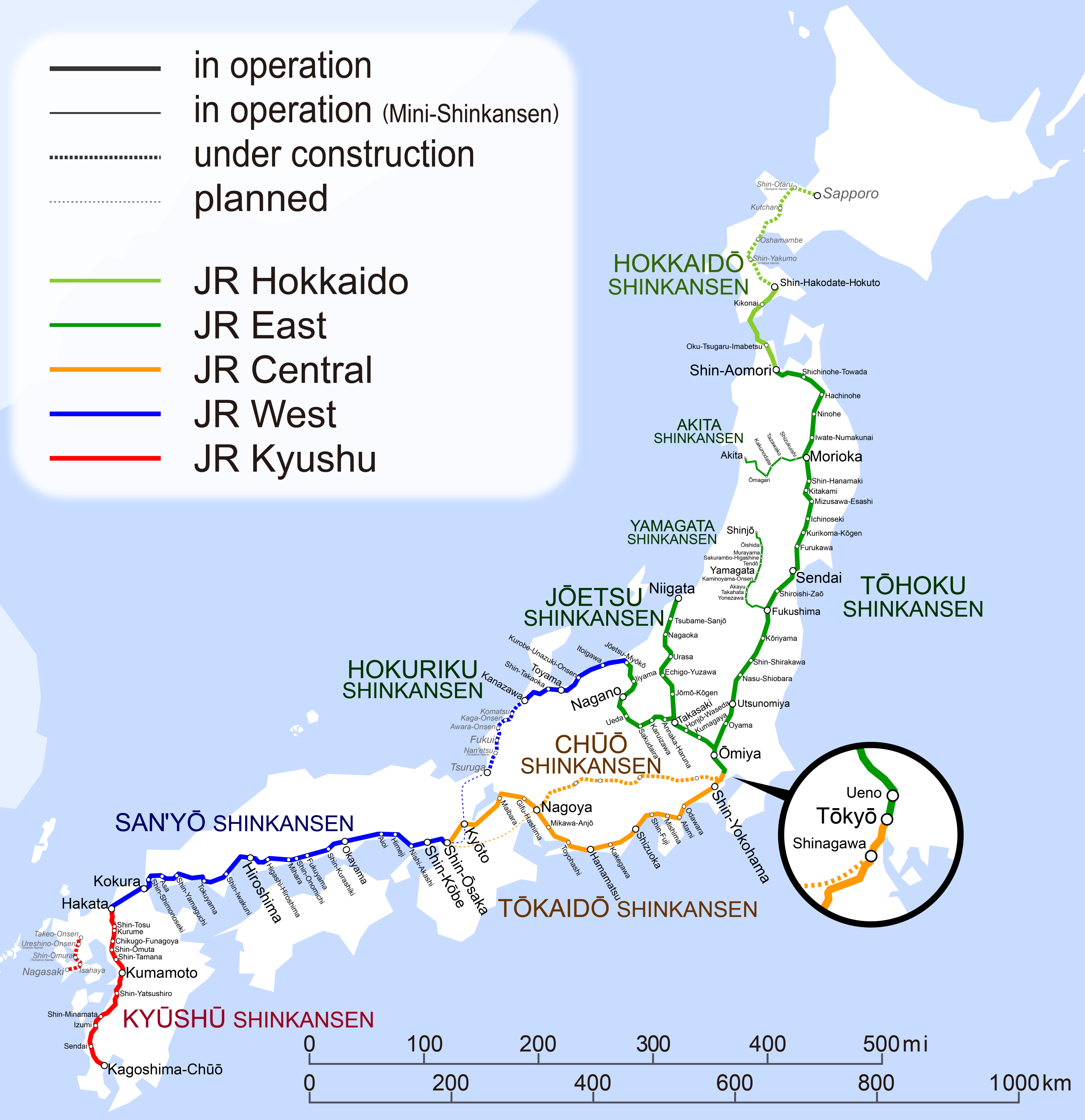
Mapa sítě Šinkansen

V současné době má síť Šinkansen osm hlavních linií. Jsou to:
- Tókaidó-šinkansen (1964, Tokio – Ósaka, 515 km). Spojuje dvě největší japonské aglomerace, vede souvisle osídlenou oblastí na východním pobřeží ostrova Honšú, název znamená východní mořská cesta. Významná města: Tokio, Nagoja, Kjóto, Ósaka.
- Sanjó-šinkansen (1972–1975, Ósaka – Fukuoka, 554 km). Významná města: Ósaka, Kóbe, Hirošima, Fukuoka. Provozní rychlost až 300 km/h. Ve Fukuoce trať končí na terminálu Hakata.
- Tóhoku-šinkansen (1982–2010, Tokio – Aomori, 675 km). V počátcích provozu vlaky odjížděly z tokijského předměstí Ómija, později byla trať prodloužena až na tokijské hlavní nádraží. Název znamená severovýchodní nová páteřní trať. Významná města: Tokio, Sendai, Morioka. Od 2013 je na části trati maximální rychlosti 320 km/h, s novými soupravami ALFA-X by rychlost v budoucnu měla vzrůst až na 360 km/h.[3]
- Džóecu-šinkansen (1982, Ómiya – Niigata, 270 km). Počátky provozu stejné, jako trať Tóhoku-šinkansen. Významná města: Takasaki, Niigata.
- Hokuriku-šinkansen (1997–2015, Takasaki – Kanazawa, 345 km). Významná města: Takasaki, Nagano, Kanazawa.
- Kjúšú-šinkansen (2004–2011, Fukuoka – Kagošima, 257 km). Významná města: Fukuoka, Kumamoto, Kagošima.
- Hokkaidó-šinkansen (2016, Aomori – Hakodate, 149 km).  Prochází skrz Tunel Seikan.

Mini-šinkansen
- Jamagata-šinkansen (1992, Fukušima – Šindžó, 149 km). Trať vznikla přestavbou původní úzkorozchodné tratě na standardní rozchod kolejí, proto je klasifikována jako mini-šinkansen, povolená traťová rychlost je 130 km/h. Byla zde navíc ponechána původní elektrická napájecí soustava pro napětí 20 kV 50 Hz. Významná města: Fukušima, Jamagata, Šindžó.
- Akita-šinkansen (1997–1999, Morioka – Akita, 127 km). Také zde se jedná o mini-šinkansen. Významná města: Morioka, Akita.

Kromě těchto osmi tratí dále existují dvě tratě s normálním rozchodem kolejí, které sice nejsou klasifikovány jako Šinkansen, ale provoz na nich zajišťují stejné typy vlaků, jako na výše uvedených tratích:
- Linka Hakata-minami Původně manipulační trať z terminálu Hakata ve stejnojmenné fukuocké čtvrti do hlavního depa vysokorychlostních vlaků, které se v době svého vzniku nacházelo v řídce osídlené oblasti v sousedství města Kasuga. Město se ale rychle rozrostlo, a bylo nutné řešit jeho dopravní obslužnost. Nejsnazší bylo postavit na již existující trati stanici, která byla nazvána Hakata-minami. Provoz zde zajišťují starší typy vlaků, doba jízdy je asi 10 minut. Na tuto trať bude po dokončení napojen Kjúšú-šinkansen.
- Linka Gala-Juzawa Tato trať je odbočkou z Džóecu-šinkansenu, která zajišťuje dopravní obslužnost lyžařského střediska blízko města Juzawa, asi 130 km jihovýchodně od Niigaty.

| Název              | Začátek    | Konec               | Mapa tratě | Délka (km) | Dopravce                                                                   | Otevření  | Roční počet pasažérů |
| ------------------ | ---------- | ------------------- | ---------- | ---------- | -------------------------------------------------------------------------- | --------- | -------------------- |
| Tókaidó Šinkansen  | Tokio      | Šin-Ósaka           |            | 515,4      | Středojaponská železniční společnost                                       | 1964      | 143 015 000          |
| Sanjó Šinkansen    | Šin-Ósaka  | Hakata              |            | 553.7      | Západojaponská železniční společnost                                       | 1972–1975 | 64 355 000           |
| Tóhoku Šinkansen   | Tokio      | Šin-Aomori          |            | 674,9      | Východojaponská železniční společnost                                      | 1982–2010 | 76 177 000           |
| Džóecu Šinkansen   | Ómija      | Niigata             |            | 269,5      | Východojaponská železniční společnost                                      | 1982      | 34 831 000           |
| Hokuriku Šinkansen | Takasaki   | Kanazawa            |            | 345,4      | Východojaponská železniční společnost Západojaponská železniční společnost | 1997–2015 | 9 420 000            |
| Kjúšú Šinkansen    | Hakata     | Kagoshima-Chūō      |            | 256,8      | Kjúšúská železniční společnost                                             | 2004–2011 | 12 143 000           |
| Hokkaidó Šinkansen | Šin-Aomori | Šin-Hakodate-Hokuto |            | 148,9      | Hokkaidská železniční společnost                                           | 2016      |                      |

## Technika

### Koleje
Tratě systému Šinkansen mají normální rozchod kolejí (1435 mm) a jsou elektrifikovány napětími 25 kV 60 Hz (západně od Tokia), 25 kV 50 Hz (východně od Tokia) a 20 kV 50 Hz (trať Jamagata-šinkansen). Kvůli bezpečnosti a rychlosti provozu mají tratě výhradně mimoúrovňová křížení s ostatními druhy dopravy i s ostatními železnicemi, a z velké části vedou po mostech a v tunelech. To proto, aby trať vedla přímo a bylo dosaženo co možná největších poloměrů výškových a směrových oblouků. Tato opatření dovolují dosahovat vysokých provozních rychlostí, standardem je na většině tratí 240 km/h.

### Vlakové soupravy
Provoz na síti Šinkansen je zajišťován vysokorychlostními elektrickými článkovými jednotkami, celkem se za dobu provozu na síti objevilo 14 různých typů souprav pro cestující, další čtyři typy slouží ke sledování stavu kolejí a na několika dalších typech byly prováděny vývojové testy.
Společným parametrem pro většinu souprav je délka vozu přibližně 25 metrů, přičemž na tratích Tókaidó a Sanjó jsou soupravy běžně tvořeny šestnácti vozy (včetně čelních, ve kterých se také vozí cestující, podobně jako v českém Pendolinu). Taková souprava má pak délku téměř 400 metrů. Na jiných tratích jsou soupravy řazeny do šesti-, sedmi- nebo osmivozových formací, a na některých tratích jezdí dvě (nejvýše osmivozové) jednotky spojené. Váha jednotlivých prázdných vozů se v závislosti na typu pohybuje mezi 40 a 55 tunami. Zajímavostí je, že žádný v současnosti[kdy?] používaný typ vlaků nemá naklápěcí vozové skříně, naklonění vlaku ve směrových obloucích je řešeno přímo při stavbě tratí. Vlak s naklápěcími vozovými skříněmi je zatím ve vývoji.
Prvním typem vlaku na trati Tókaidó a historicky prvním vysokorychlostním vlakem na světě byly soupravy řady 0. Jejich nejvyšší rychlost byla 210 km/h, váha vozu 55 tun, celkový výkon 11 840 kW (16vozová jednotka), poháněné byly všechny nápravy v soupravě. Tento typ byl již vyřazen z provozu, poslední vlaky dosluhují na nejpomalejších spojích na Sanjó-šinkansenu a na zmíněné trati Hakata-minami.

## Provoz

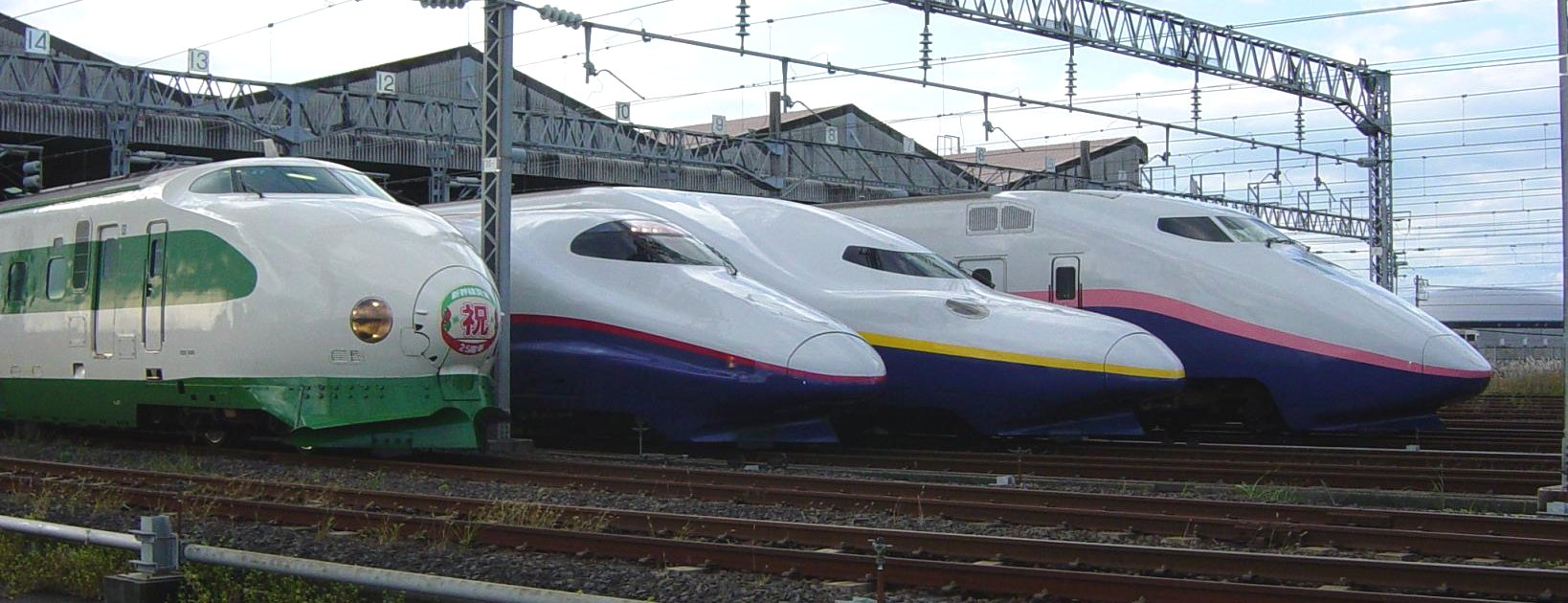
Šinkansen Východojaponské železniční společnosti

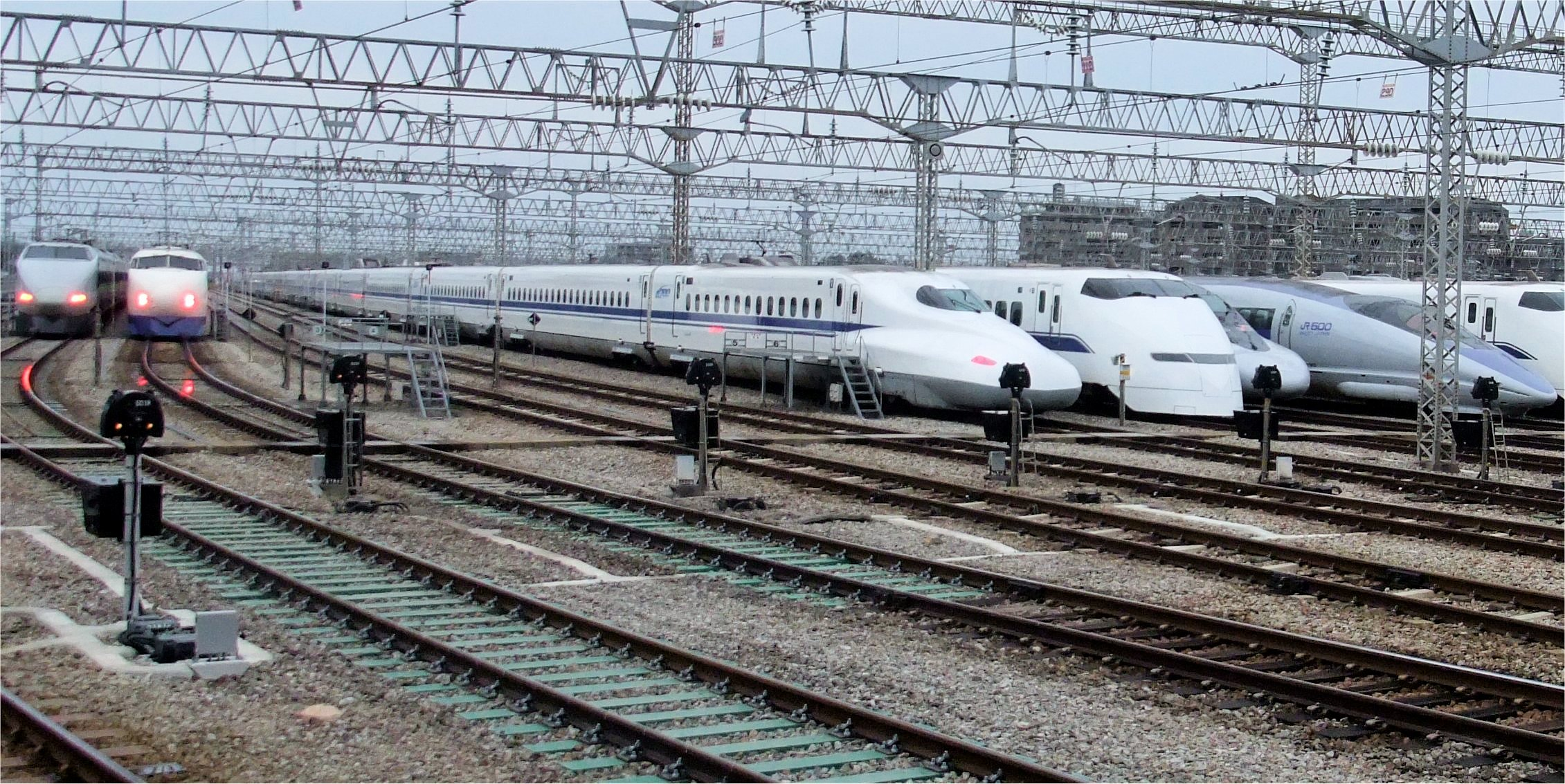
Šinkansen Západojaponské železniční společnosti a Středojaponské železniční společnosti

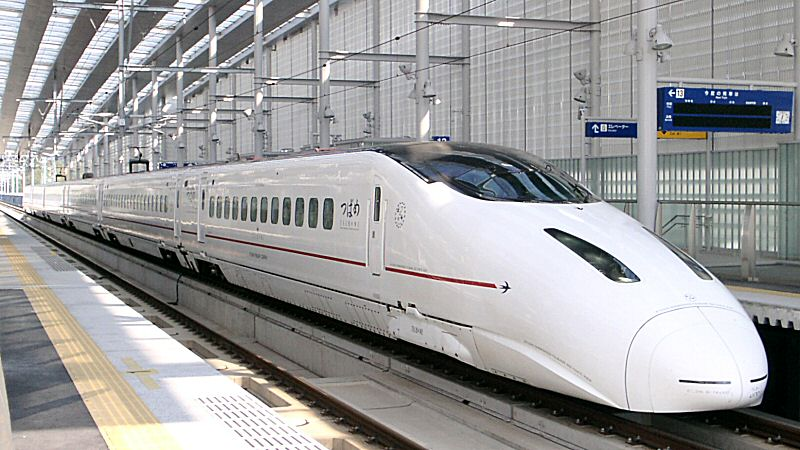
Šinkansen Kjúšúské železniční společnosti

Síť Šinkansen je v provozu denně od 6.00 do 24.00, noční doba je vyhrazena pro kontrolu a opravy tratí.

### Provozovatelé
V době vzniku prvních tratí existovala velká celostátní železniční společnost Japonské národní železnice, která spravovala většinu, ale ne všechny, železniční tratě v Japonsku. V roce 1986 musela být kvůli předlužení zprivatizována a rozdělena na šest osobních a jednu nákladní železniční společnost. Současný provoz na tratích systému je tedy zabezpečen takto:
- Tókaidó-šinkansen: Západojaponská železniční společnost (Ósaka) a Středojaponská železniční společnost (Nagoja)
- Sanjó-šinkansen: Západojaponská železniční společnost
- Tóhoku, Džóecu, Akita, Jamagata, Nagano-šinkansen: Východojaponská železniční společnost (Tokio)
- Kjúšú-šinkansen: Kjúšúská železniční společnost (Fukuoka).

### Typy vlakových spojů
Na většině tratí je provoz organizován tak, že existuje několik druhů spojů, které se mezi sebou liší tím, jak často zastavují.
Tókaidó-šinkansen a Sanjó-šinkansen:
- Nozomi je nejrychlejším spojem, „expresem“. Mezi Tokiem a Ósakou (515,4 km) zastavuje pouze v Šinagawě (6,8 km), Jokohamě (25,5 km), Nagoji (342 km) a v Kjótu (476 km od Tokia). Z Tokia jede Nozomi čtyřikrát až sedmkrát za hodinu.[4][5] Název znamená naděje.
- Hikari zastavuje jako „rychlík“ v hlavních stanicích na trati. Mezi Tokiem a Ósakou zastavuje 6–8krát. Z Tokia jede každou půlhodinu,[4][5] název znamená paprsek.
- Hikari Rail Star (pouze Sanjó-šinkansen)
- Kodama je „zastávkový“, staví ve všech stanicích na trati. Soupravy jezdí zvlášť z Tokia do Ósaky a z Ósaky do Hakaty a zpravidla na sebe nenavazují. Úsek Tokio – Ósaka má 15 mezilehlých stanic (v průměru asi 30 km na stanici), úsek z Ósaky do Hakaty jich má 17. Z Tokia jede Kodama každou půlhodinu nebo hodinu.[4][5] Název znamená ozvěna.

Kjúšú-šinkansen a Sanjó-šinkansen:
- Mizuho
- Sakura
- Cubame znamená vlaštovka, která je symbolem tohoto vlaku. (pouze Kjúšú-šinkansen)

Džóetsu-šinkansen
- Toki z Tokia do Takasaki řadu stanic projíždí, ve zbytku své trasy je zastávkový. Nazývá se podle druhu japonského ptáka – ibise, který byl symbolem pro expres přecházející na původní trati.
- Tanigawa je zastávkový vlak vedený pouze mezi Takasaki a Tokiem.

Oba spoje existují také ve variantách MAX-Toki a MAX-Tanigawa, které jsou zajišťovány dvoupodlažními jednotkami typu E1 nebo E4.
Tóhoku-šinkansen
- Hajabusa
- Hajate je expresní vlak v celé délce trati.
- Jamabiko a MAX-Jamabiko jsou expresy mezi Tokiem a městem Sendai, dále zastávkové do Morioky.
- Nasuno a MAX-Nasuno jsou zastávkové vlaky mezi Tokiem a Korijamou.

Akita-šinkansen
- Komači jede mezi Tokiem a Moriokou spojen se soupravou vlaku Jamabiko, dále jako zastávkový do Akity.

Jamagata-šinkansen
- Cubasa jede mezi Tokiem a Fukušimou spojen se soupravou vlaku Jamabiko, dále jako zastávkový do města Šindžó. Název znamená křídla.

Nagano-šinkansen
- Asama je mezi Tokiem a Takasaki veden jako expres, dále do Nagana jako zastávkový. Pojmenován podle sopky blízko Nagana.